# Kristina Östberg
Lisa Kristina Östberg Eriksson, ogift Östberg, född 22 april 1951 i Överluleå församling i Norrbottens län, är en svensk socionom och legitimerad psykoterapeut. 
Hon utbildade sig vid Svenska Institutet för Kognitiv Psykoterapi i Stockholm. Hon är specialiserad på mobbning och så kallade tystnadskultur i arbetslivet och har bland annat publicerat boken Mobbning i arbetslivet: handbok i konsten att slå tillbaka (2009) tillsammans med författaren och ståuppkomikern Lasse Eriksson, som hon var gift med från 1981 till hans död 2011.